# Свиточ (фабрика)
Львовская кондитерская фабрика «Сви́точ» (укр. Львівська кондитерська фабрика «Світоч») — кондитерская фабрика во Львове, один из основных производителей в кондитерской отрасли Украины.
В связи с использованием в производственных процессах безопасных химических веществ, относится к категории предприятий повышенной безопасности.

## История

### 1962—1991
10 мая 1962 года с целью концентрации производства Львовский совнархоз принял решение, согласно которому Чортковская кондитерская фабрика (город Чортков), Кондитерская фабрика «Большевик» и Кондитерская фабрика имени Кирова (Львов) объединились в производственную фирму «Червона Троянда». 3 августа 1962 года совнархоз переименовал «Червону Троянду» в «Светоч» (укр. «Свiточ"). В первые года существования объединённого предприятия шло обновление технического оборудования и расширение ассортимента продукции. За первые пять лет существования оборот выпущенной продукции вырос на 50 %.
В 1967 году предприятию разрешили перейти на новую систему планирования и экономического стимулирования. Из госбюджета было выделено 2,6 млн рублей, за которые был возведен пятиэтажный корпус, где в 1969 году открылись карамельное и сахаро-шоколадное производства.
Кондитерская фабрика «Светоч» входила в число ведущих предприятий Львова.
За период с 1962 до 1981 года работниками предприятия было разработано 28 новых сортов кондитерских изделий.
По состоянию на начало 1981 года, Производственное объединение «Светоч» выпускало свыше 300 наименований кондитерской продукции (конфеты, карамель, шоколад, драже, ирис, мармелад, зефир, вафли и иные кондитерские изделия). Производственные мощности ПО «Светоч» включали в себя 62 поточно-механизированные линии и 2000 единиц технологического оборудования, объёмы производства составляли 50 тыс. тонн кондитерской продукции в год.
В центре Львова (на первом этаже дома № 10 на проспекте Шевченко) был открыт фирменный кондитерский магазин ПО «Светоч».
12 августа 1986 года Львовское ПО кондитерской промышленности «Светоч» было награждено орденом Дружбы народов.

### После 1991
В 1997 году объём производства «Свиточ» составил 138,789 млн. гривен, численность работников предприятия составляла 2815 человек. В сентябре 1998 года Кабинет министров Украины утвердил «Программу государственной поддержки комплексного развития города Львов на 1998—2002 годы», в соответствии с которой осенью 1998 года швейцарская компания «Nestlé S.A.» приобрела контрольный пакет акций ЗАО «Львівська кондитерська фабрика „Світоч“».
В 2000 году фабрика произвела произвела 42 977 тонн продукции, увеличив производство на 11 % по сравнению с 1999 годом. В марте 2001 года менеджерами «Nestle» была проведена оптимизация численности персонала фабрики, в результате которой были сокращены 239 человек.
После начала «оранжевой революции» в ноябре 2004 года, предприятие выступило в поддержку В. А. Ющенко. 2004 год фабрика завершила с убытками в размере 31,17 млн гривен.
В 2005 году фабрика (численность работников которой составляла свыше 1,5 тыс. человек) увеличила объёмы производства на 5 %, выпустила 29,9 тыс. тонн продукции и завершила 2005 год с прибылью 20,7 млн гривен.
С весны 2006 года фабрика является организатором и спонсором «Национального праздника шоколада» (проводимого 4-8 марта в центре Львова). 2006 год фабрика завершила с прибылью 17,8 млн гривен.
В 2006 году фабрика выпустила 30 тыс. тонн продукции и завершила 2006 год с прибылью 17,8 млн гривен (уменьшение чистой прибыли предприятия было связано с инвестированием в течение 2006 года 22,1 млн гривен в реконструкцию производственных мощностей и помещений фабрики).
В августе 2007 года «Свиточ» реорганизовали из ЗАО в общество с ограниченной ответственностью. В целом, за 2007 год фабрика выпустила 27,3 тыс. тонн продукции общей стоимостью 327,8 млн гривен и завершила год с прибылью 15,8 млн гривен.
По состоянию на начало марта 2008 года, фабрика выпускала свыше 200 наименований кондитерской продукции. Начавшийся в 2008 году экономический кризис осложнил положение завода, за 2008 год фабрика «Свиточ» произвела 21,4 тыс. тонн продукции, в 2009 году объёмы производства сократились (как сообщил в интервью генеральный директор ассоциации производителей кондитерской продукции Украины «Укркондитер» Станислав Мироненко, одной из главных причин снижения объёмов производства в 2009 году стало повышение цен на импортное сырьё, в первую очередь на какао-бобы и сахар).
1 сентября 2009 на фабрике было освоено производство новой продукции — шоколадных плиток «Молочний шоколад з чорничним йогуртом» (что расширило ассортимент выпускаемых фабрикой шоколадных плиток до 12 наименований). 3 сентября 2009 года был произведён ребрендинг продукции предприятия и изменён его слоган.
Также, в 2009 году компания «Nestle» перенесла из Китая во Львов производство пакетированного кофе «Nescafe 3 в 1». 1 декабря 2009 на фабрике была введена в эксплуатацию линия по производству пакетированного кофе «Nescafe 3 в 1» стоимостью 20 млн. гривен с производительностью 380 пакетов в минуту. В результате, фабрика получила статус регионального производственного центра компании Nestlé по производству кофе и кондитерских изделий, предназначенных к реализации на территории Украины. К началу 2010 года последствия кризиса были преодолены и хозяйственное положение фабрики (численность работников которой в это время составляла 900 человек) стабилизировалось.
В 2010 году фабрика освоила выпуск новой продукции: в апреле 2010 она начала выпускать плиточный белый шоколад «Кокос с Филиппинских островов», в июле 2010 — весовую шоколадную конфету «Трюфель».
В ноябре 2011 года фабрика освоила выпуск новой продукции: двух видов шоколадных конфет с ликёром («Ля коктейль піна колада» и «Ля коктейль айріш крім»).
По состоянию на 2012 год общая сумма инвестиций в производство составила 235 млн грн. В 2010 году доля Nestle на украинском рынке сладостей составила 9 %, в 2011 году — 10 %, а в 2012 — 11,2 %.
Во втором полугодии 2012 года «Свиточ» возобновил выпуск шоколадно-вафельных конфет «Гулливер» и предложил новинки — вафли «Артек» в новых вкусовых вариациях и шоколадные плитки с орехами и изюмом, объёмы производства за 2012 год составили 27,9 тыс. тонн продукции общей стоимостью 928 млн гривен.
По словам Геннадия Радченко, директора по корпоративным вопросам Nestle на Украине и Молдове, на начало 2013 года «Свиточ» выпускает продукцию исключительно для украинского рынка. Львовские сладости экспортируют только в Молдову.
8 апреля 2015 года, в «день открытых дверей» представители администрации фабрики сообщили журналистам, что объёмы производства составляют 29 тысяч тонн кондитерской продукции в год. После повышения тарифов на природный газ в 2015 году и кризисом неплатежей в адрес ОАО «Львовгаз» во втором полугодии 2015 года расходы фабрики (входившей в число крупнейших потребителей природного газа среди предприятий города Львов) на обеспечение газом производственных процессов увеличились.

## Современное состояние
На фабрике работают автоматизированное производство шоколадных масс, а также линии по производству вафель, шоколадных плиток и конфет.